# Tsărkvisjte
Tsărkvisjte (bulgariska: Църквище) är ett distrikt i Bulgarien.   Det ligger i kommunen Obsjtina Zlatitsa och regionen Sofijska oblast, i den västra delen av landet, 70 km söder om huvudstaden Sofia.